# بروميثيوس (فلم)
بروميثيوس (بالإنجليزية: Prometheus) هو فيلم خيال علمي ورعب صدر عام 2012، من إخراج ريدلي سكوت، وكتب السيناريو جون سبايتس وديمون ليندلوف. يُعد الفيلم الجزء الخامس ضمن سلسلة أفلام Alien، ويضم طاقم التمثيل نومي راباس، مايكل فاسبندر، غاي بيرس، إدريس إلبا، لوغان مارشال-غرين، وتشارليز ثيرون.
تدور أحداث الفيلم في أواخر القرن الحادي والعشرين، حيث يتتبع طاقم سفينة الفضاء "بروميثيوس" خريطة نجمية عُثر عليها بين آثار تعود لعدة حضارات قديمة على كوكب الأرض. وفي سعيهم لاكتشاف أصل البشرية، يصل الطاقم إلى عالم بعيد، ليواجهوا تهديدًا قد يؤدي إلى انقراض الجنس البشري.

## القصة
في مشهد افتتاحي غامض، يشرب كائن شبيه بالبشر سائلًا أسود يتسبب في تحلل جسده، لتنتشر مكوناته في الطبيعة، وكأنها بداية خلق الحياة على الأرض.
بعد آلاف السنين، وفي عام 2089، يكتشف عالمان، إليزابيث شو وتشارلي هولواي، خريطة نجمية داخل كهف في اسكتلندا، تتطابق مع نقوش أخرى وجدت نقوش في لحضارات قديمة مختلفة. يعتقد العالمان أن هذه الخريطة دليل على وجود كائنات خارقة يُسمّونهم "المهندسين"، يُعتقد أنهم من خلقوا البشر.
بتمويل من شركة "ويلاند"، تنطلق بعثة علمية على متن سفينة الفضاء "بروميثيوس" إلى قمر بعيد يُدعى LV-223، بحثًا عن أصل البشرية. أثناء الاستكشاف، يعثر الطاقم على بناء ضخم وآثار تدل على حضارة متقدمة، إضافة إلى أسطوانات تحتوي على مادة سوداء غريبة.
يقوم الأندرويد "ديفيد" بدراسة المادة، ويختبر تأثيرها على أحد أفراد الطاقم، ما يؤدي إلى تحوّله بشكل خطير. تتوالى الكوارث، وتظهر مخلوقات قاتلة داخل المنشأة. لاحقًا، تُصاب إليزابيث شو بحمل غير طبيعي، وتُجري عملية جراحية ذاتية لاستخراج مخلوق غريب من جسدها.
يتضح أن أحد "المهندسين" لا يزال على قيد الحياة. يتم إيقاظه، لكنه يهاجم الطاقم ويحاول إطلاق سفينة حربية إلى الأرض لنشر السلاح البيولوجي هناك. تتدخل شو والطاقم لإيقافه، ويضحي القبطان بنفسه لاصطدام سفينة "بروميثيوس" بسفينة المهندس.
في النهاية، تهرب شو وتستخدم مخلوقها الغريب للقضاء على المهندس. ثم تقرر مغادرة القمر متوجهة إلى موطن "المهندسين"، بحثًا عن إجابات حول خلق البشر ولماذا أرادوا تدميرهم.

## الممثلون
- نومي راباس – إليزابيث شو
- مايكل فاسبندر – ديفيد
- تشارليز ثيرون – ميريديث فيكرز
- إدريس إلبا – جانك
- غاي بيرس – بيتر ويلاند
- لوغان مارشال-غرين – تشارلي هولواي
- شون هاريس – فيفيلد
- ريف سبال – ميلبورن
- بينيديكت وونغ – رافيل
- إيمون إليوت – تشانس
- باتريك ويلسون – والد شو
- إيان وايت – المهندس

## الإنتاج
بدأ ريدلي سكوت والمخرج جيمس كاميرون في تطوير سيناريو لفيلم يُعدّ مقدّمة لفيلم Alien الصادر عام 1979، غير أن المشروع توقّف بعد أن أُعطيت الأولوية لإنتاج فيلم Alien vs. Predator عام 2004، وظلّ مجمّدًا حتى عام 2009 حين عاد سكوت لإبداء اهتمامه بالمشروع. كتب جون سبايتس سيناريو أوليًا يُمهّد لأحداث سلسلة Alien، إلا أن سكوت فضّل الابتعاد عن البناء المباشر على السلسلة، لتفادي تكرار العناصر السردية المعهودة في السلسلة، وتقديم طرح مستقل عن الروايات الأصلية.
في أواخر عام 2010، انضم دامون ليندلوف إلى المشروع لإعادة كتابة السيناريو، وشارك سكوت في تطوير قصة تسبق أحداث Alien، دون أن تُشكّل امتدادًا مباشرًا للسلسلة. ووفقًا لتصريحاته، فإن الفيلم يتشارك مع Alien بعض الروابط والعناصر الأساسية، غير أنه يستقل بأسطورته الخاصة ويتناول مفاهيمه الفلسفية بصورة منفصلة.
دخل بروميثيوس مرحلة الإنتاج في أبريل 2010، تخلّلتها مرحلة تصميم طويلة لتطوير التكنولوجيا أشكال المخلوقات للفيلم. بدأ التصوير الفعلي للفيلم في مارس 2011، بميزانية تُقدّر ما بين 120 و130 مليون دولار أمريكي. تم تصوير الفيلم بالكامل باستخدام كاميرات ثلاثية الأبعاد، على مواقع حقيقية في كل من إنجلترا وآيسلندا واسكتلندا والأردن وإسبانيا، إضافة إلى مواقع داخلية تم إعدادها بشكل عملي.

## روابط خارجية
- مقالات تستعمل روابط فنية بلا صلة مع ويكي بيانات